# 1864 az irodalomban
Az 1864. év az irodalomban.

## Események

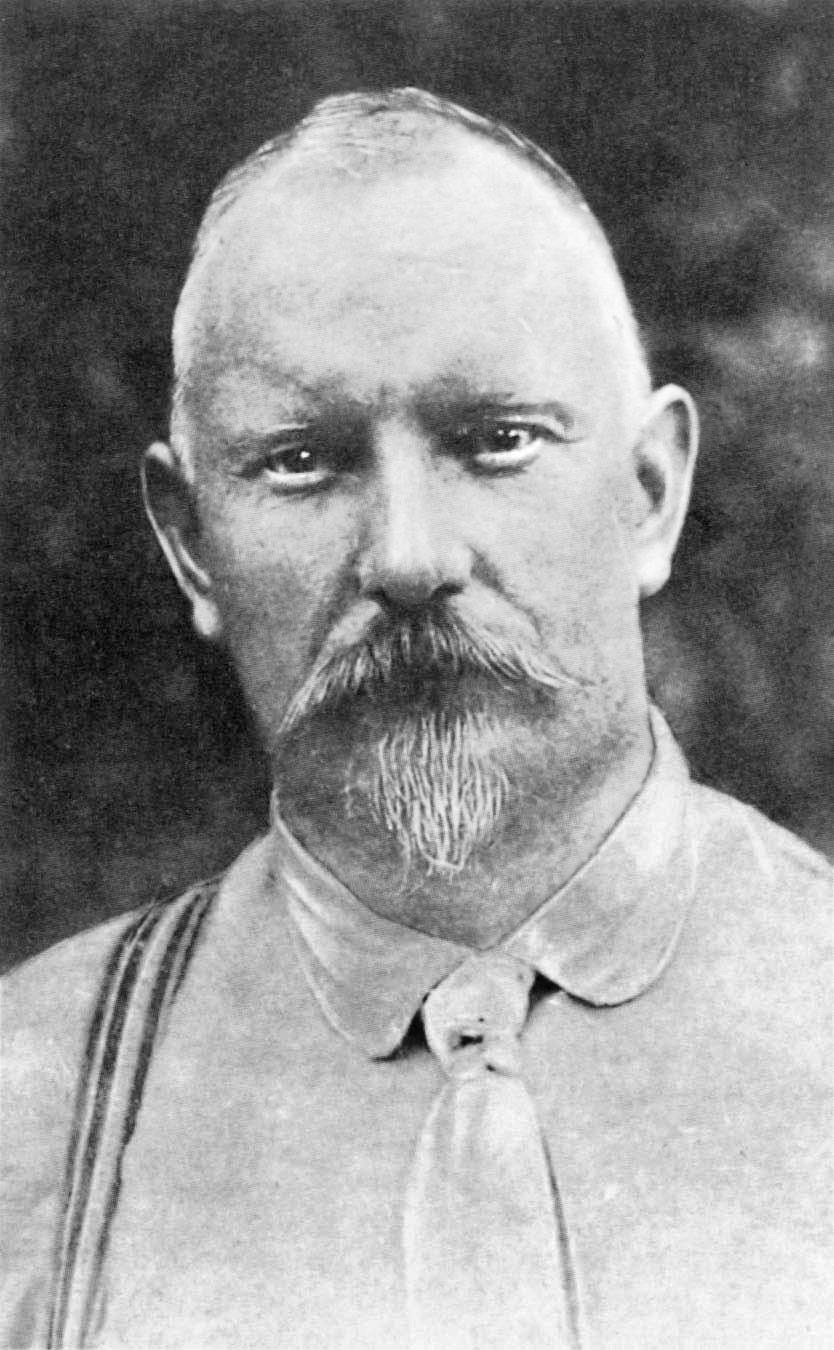
Jules Renard

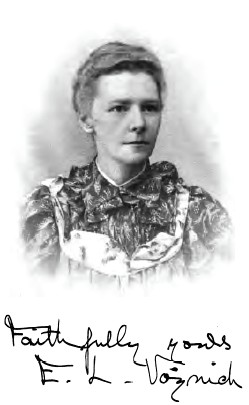
Ethel Lilian Voynich

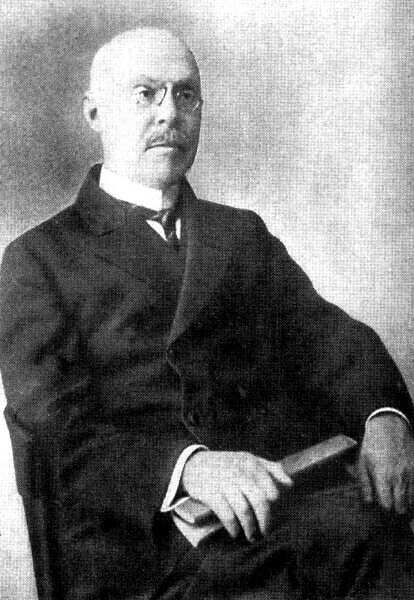
Zlinszky Aladár

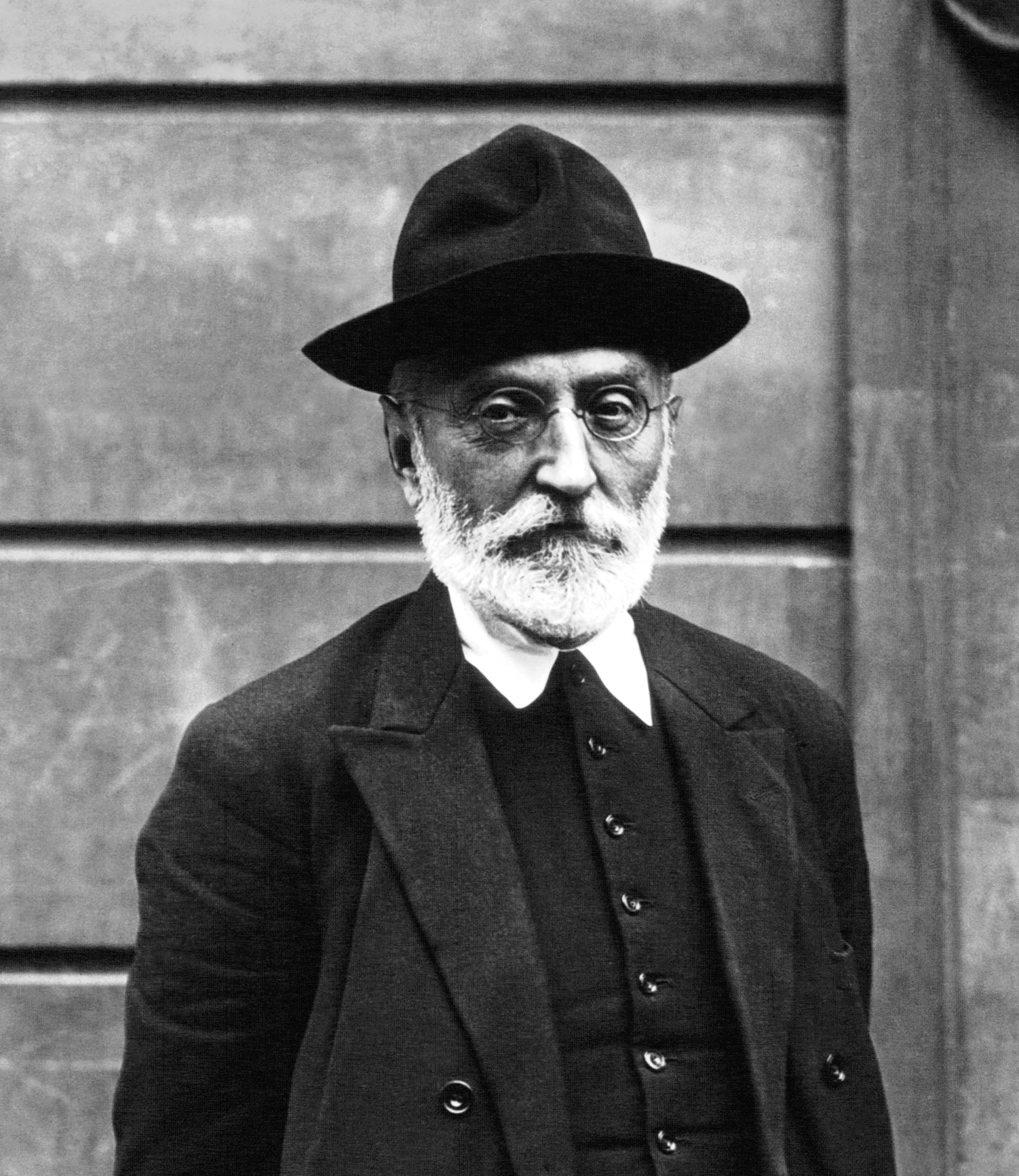
Miguel de Unamuno

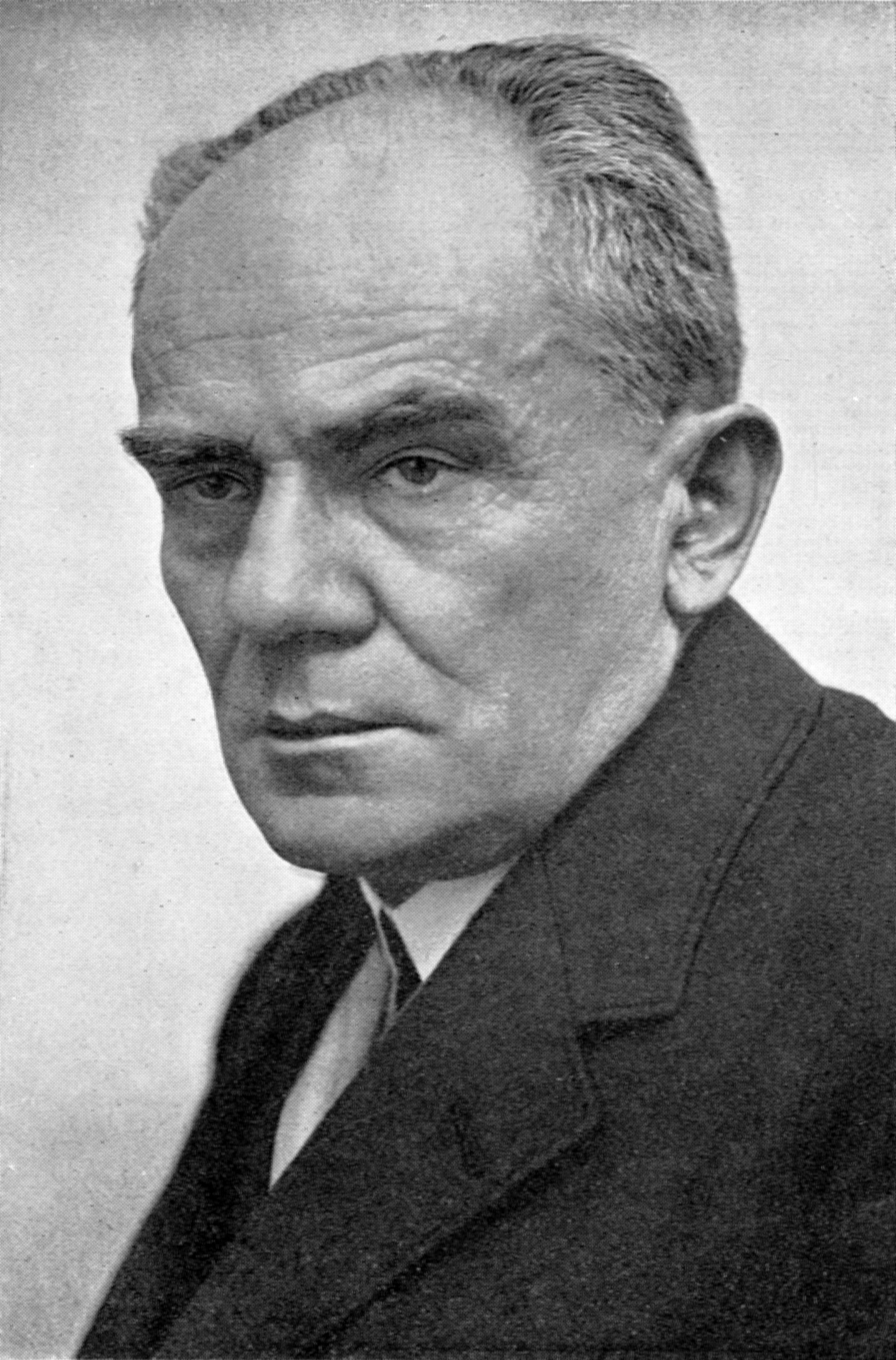
Stefan Żeromski

Branislav Nušić

- Pesten Tóth Kálmán szépirodalmi napilapot indít: Fővárosi Lapok (1864–1903); a szerkesztést kezdetben maga végzi, később Vadnai Károly veszi át

## Megjelent új művek
- Charles Dickens: Közös barátunk (Our Mutual Friend, 1864–1865)
- Fjodor Mihajlovics Dosztojevszkij: Feljegyzések az egérlyukból (Записки из подполья)
- A Goncourt fivérek regénye: Renée Mauperin
- Wilhelm Raabe regénye: Der Hungerpastor (Az éhség papja)[1]
- Jules Verne: Utazás a Föld középpontja felé (Voyage au centre de la Terre)

### Költészet
- Alfred Tennyson elbeszélő költeménye: Enoch Arden; „szentimentális történet a halottnak hitt tengerészről, aki visszatér, de csendben elvonul ismét, nehogy megzavarja övéinek boldogságát.”[2]

### Dráma
- Ifj. Alexandre Dumas drámája: A nők barátja (L’Ami des femmes), bemutató
- Megjelenik Aleksis Kivi finn író, drámaírótól:
  - A pusztai vargáék (Nummisuutarit), vígjáték
  - Kullervo, színmű (Kullervo a Kalevala egyik szereplőjének neve)

### Magyar nyelven
- Megjelenik Arany János eposza, a Buda halála
- Toldy Ferenc átfogó irodalomtörténeti munkája: A magyar nemzeti irodalom története a legrégibb időktől a jelenkorig rövid előadásban
- Műfordítások:
  - A Kisfaludy Társaság kiadásában elkezdődik a teljes magyar Shakespeare-sorozat közreadása (Shakespeare minden munkái, 1864–1878). Első kötete 1864-ben a Szentivánéji álom, Arany János fordításában. Szász Károly összesen nyolc drámát fordít magyarra[3]
  - Camoens: A Luziáda, (fordította Greguss Gyula.[4] Más forrás szerint 1865-ben jelent meg.)[5]

## Születések
- február 22. – Jules Renard francia író († 1910)
- május 11. – Ethel Lilian Voynich ír származású író, műfordító, zeneszerző († 1960)
- június 5. – Zlinszky Aladár irodalomtörténész, esztéta († 1941)
- július 20. – Erik Axel Karlfeldt Nobel-díjas (1931, posztumusz) svéd író, költő († 1931)
- július 24. – Frank Wedekind német drámaíró († 1918)
- szeptember 29. – Miguel de Unamuno spanyol (baszk) író, költő, filozófus († 1936)
- október 14. – Stefan Żeromski lengyel író, publicista, drámaíró, a lengyel PEN Club alapítója és első elnöke († 1925)
- október 20. – Branislav Nušić szerb író, drámaíró, színigazgató, diplomata, a modern szerb drámairodalom egyik megteremtője († 1938)

## Halálozások
- február 7. – Vuk Stefanović Karadžić szerb filológus, nyelvész, folklórkutató, író és történész, a szerb irodalmi nyelv megújítója (* 1787)
- április 18. – Juris Alunāns lett költő, nyelvújító, a lett irodalmi nyelv megteremtője (* 1832)
- május 19. – Nathaniel Hawthorne amerikai regény- és novellaíró, az amerikai irodalom kulcsfigurája a 19. században (* 1804)
- július 26. – Fáy András magyar író, drámaíró; az első magyar társadalmi regény, A Bélteky-ház szerzője (* 1786)
- augusztus 27. – Kuthy Lajos, a romantika korának regény- és drámaírója (* 1813)
- október 5. – Madách Imre költő, író, a magyar drámaköltészet kiemelkedő alakja (* 1823)